# Камбулазе
Камбулазе (фр. Camboulazet) насеље је и општина у јужној Француској у региону Миди Пирене, у департману Аверон која припада префектури Родез.
По подацима из 2011. године у општини је живело 374 становника, а густина насељености је износила 27,14 становника/km². Општина се простире на површини од 13,78 km². Налази се на средњој надморској висини од 617 метара (максималној 746 m, а минималној 379 m).

## Демографија
| 1962. | 1968. | 1975. | 1982. | 1990. | 1999. | 2011. |
| ----- | ----- | ----- | ----- | ----- | ----- | ----- |
| 368   | 397   | 344   | 329   | 295   | 314   | 374   |

График промене броја становника у току последњих година